# Ralph Metcalf
Ralph Metcalf, född 21 november 1796 i Charlestown i New Hampshire, död 26 augusti 1858 i Claremont i New Hampshire, var en amerikansk politiker. Han representerade Knownothings som New Hampshires guvernör 1855–1857, men hade tidigare varit demokrat-republikan och demokrat. Efter tiden som guvernör var han republikan.
Metcalf efterträdde 1855 Nathaniel B. Baker som guvernör och efterträddes 1857 av William Haile.